# Дихтинец
Дихтине́ц (укр. Дихтинець) — село в Путильской поселковой общине Вижницкого района Черновицкой области Украины.
До 2020 года входило в Путильский район
Почтовый индекс — 59115. Телефонный код — 3738. Код КОАТУУ — 7323580501.

## Население
Население по переписи 2001 года составляло 1003 человека.

### Языковой состав
Родной язык населения по данным переписи 2001 года:
| Язык       | Численность, чел. | Доля     |
| ---------- | ----------------- | -------- |
| Украинский | 1 000             | 99,70 %  |
| Другие     | 3                 | 0,30 %   |
| Итого      | 1 003             | 100,00 % |

История cела
Первые архивные упоминания о селе есть в документах 1774 года, когда население его составляло уже более 1000 человек. Название села Дихтинец пошло, возможно, с тех времен, когда в селе колодезным способом добывали нефть и перерабатывали её на деготь и керосин. К началу XXI века в приселке (выселках) Дихтинца (Малый Дихтинец) сохранились полузаваленные глубокие колодцы, откуда когда-то брали нефть большими ведрами и перерабатывали простейшими способами. Во времена Советского Союза была проведена геологоразведка, которая действительно доказала наличие небольших не промышленных запасов нефти в нашем регионе, которые залегают на небольшой глубине. А в с. Лопушна Вижницкого района (примерно 20 км через горы) есть промышленные залежи нефти, которые успешно разработаны и добываются.
По другой версии «Дихтинец» происходит от немецких слов «dicht» и «netz», что в переводе означает «густая сетка» (речь шла, вероятно, о густых лесах, или густую сеть ручейков, впадающих в реку Путилка). На территории села река Путилка имеет 9 притоков-ручьев, которые в случае сильных дождей превращаются в бурные реки. Во время разрушительного наводнения в июле 2008 года уровень воды в реке Путилка поднялся на 7 метров! Тогда была разрушена дорога в селе Розтоки и автомобильное сообщение с областным центром было полностью прервано на 3 недели.
Жизнь в селе Дихтинец в течение XIX века
Собственниками земли, как и крестьян, в первой половине XIX века были помещики М. Ромашкан и братья М. и Г. Айвас. За право пользования землей крестьяне отбывали феодальные повинности, размер которых регулировался насильно заключенным договорам. По одной из них от 1828 года каждый из 83 крепостных был обязан платить помещику Ромашкану от 2 до 20 флоринов в год, привезти 2 бочки водки из с. Испаса в барские корчмы; сдать по 12 повисм льняной пряжи; косить и скирдовать помещичье сено, ремонтировать барские здания. Кроме этого, крепостные платили и государственные налоги, вносили натуральный оброк на содержание сельского священника, т. Н. марияши, и отбывали 2 дня барщины в год в пользу сельского старосты. В руках помещиков были и такие орудия экономического угнетения крестьян, как сервитуты и право пропинации. Поэтому в селе на 150 дворов было открыто 5 трактиров. Спиртное часто насильно навязывали крестьянам. Как жаловались жители вместе с другими крестьянами Русско-Кимполунгского округа в 1843 году, «их заставляют покупать напитки в трактирах, поэтому они в такой степени задолжали, что у них отобрали дома и почвы».
Помещикам принадлежало и так называемое право мельницы. Оно существовало со времен пребывания Буковины в составе Молдавии. Крестьянин вынужден был молоть зерно только в мельнице своего господина. А когда расстояние от усадеб на мельницу превышала одну милю, крестьянам разрешалось молоть дома на жерновах, но и в этом случае они обязаны были платить господину 15 крейцеров в год.
В деле судопроизводства Дихтинец подчинялся Путильский доминии. Во главе её стоял господин (в разное время это были Айвас, Флондор, Джурджуван), который судил крестьян. Его помощником был мандатор.
Что следует знать о селе Дихтинец:
О селе стоит знать, что:
- славилось оно собратьями Олексы Довбуша, которые боролись вместе с ним за справедливость и лучшую жизнь;
- настроения жителей всегда отличались мятежным духом — население активно участвовало в восстании крестьян под руководством Лукьяна Кобылицы (1843—1844 гг.)
- уроженкой села Дихтинец была мать известного украинского писателя Юрия Федьковича;
- здесь было снято много фрагментов киношедевра Юрия Ильенко и Ивана Миколайчука «Белая птица с чёрной отметиной». Тяжелая жизнь, быт, обычаи крестьян Буковины и жителей с. Дихтинець в 40-х годах XX века можно посмотреть здесь;
- с 90-х годов XX века наше живописное село для отдыха облюбовала себе Народная артистка СССР Эдита Станиславовна Пьеха, куда она приезжала почти каждое лето вместе с внуком Стасом течение многих лет;
- на осень 2013 здесь проживает около 3700 жителей, функционируют две школы и детский сад;
- осенью 2012 года Дихтинецкая школа отпраздновала 150-летие основания!

Село, когда о нём описывали в первых документах (1774), принадлежало к Молдавскому княжеству. В 1775 г. после русско-турецкой войны (1768—1774), Австрия аннексирует Буковину. С 1775 Дихтинец в составе Герцогства Буковина.
С 1918 года село Дихтинец, как и вся Северная Буковина, оккупировано Румынией. В то время большинство населения села составляют украинцы. Проводилась массовая насильственная «румынизация» населения.
28 июня 1940 г. Северная Буковина, в соответствии с пактом Молотова — Риббентропа, была аннексирована у Румынии и вошла в состав УССР. В течение 1941—1944 годов Северная Буковина снова находится под властью Румынии. В 1944 году Северную Буковину заняли советские войска. Страницы истории села хорошо отражено в коллективной монографии, вышедшей в 2013 году под общей редакцией профессора ЧНУ им. Юрия Федьковича П. П. Брицкого «Буковинцы в трагические годы Второй мировой войны: статьи, воспоминания и документы» (автор статьи — Михаил Грицюк) (стр. 112—133)
Достопримечательности
Церковь святого Дмитрия, 1871
Скала Каменная богачка (30-метровая серая скала из древних песчаников)
Скала Острива («Скала Трех чекистов»)
Уроженцы села
- Гасюк Елена Онуфриевна (г.р. 1921), мастер художественной вышивки, педагог;
- Терен (Шлемко) Ольга Дмитриевна, профессор Национальной академии руководящих кадров культуры и искусств Украины, Заслуженная артистка Украины;
- Бубряк Павел Васильевич, певец и композитор, основатель группы «Сузір’я Карпат», Председатель Ассоциации украинцев в Чехии;
- Грицюк Инна Михайловна, кандидат физико-математических наук, сотрудник Киевского Национального университета имени Тараса Шевченко;
- Дудко Юрий Пантелович, художник, иконописец, дизайнер оформления в гуцульском стиле.